# Cuisine écossaise
La cuisine écossaise est la cuisine de l'Écosse. Elle a influencé et fut influencée par les autres cuisines britanniques.

## Haggis

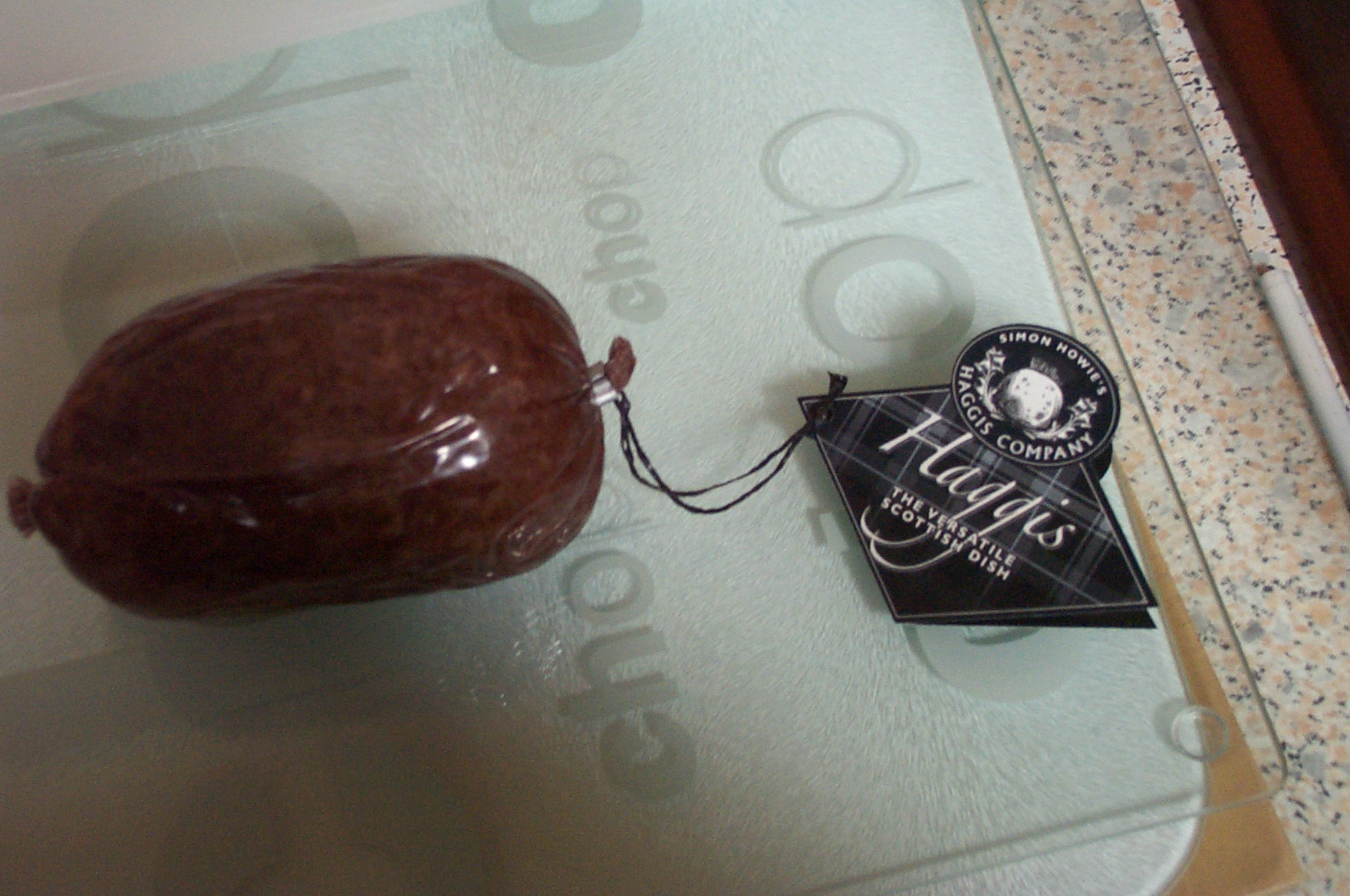
Un haggis non cuisiné.

Le haggis est considéré comme le plat national écossais. Parfois plus connu en France en tant que « panse de brebis farcie », il admet plusieurs recettes. La base de la recette demeure toutefois inchangée quelles que soient les versions ; il s'agit des abats du mouton (cœur, foie et poumons), hachés avec de l'oignon, des flocons d'avoine, du suif, diverses épices (dont le poivre) et du sel. Le mélange ainsi obtenu est traditionnellement bouilli dans la panse de l'animal pendant environ trois heures.
Aujourd'hui, la plupart des haggis commercialisés n'est plus préparée dans un estomac véritable, mais un boyau synthétique.
Le haggis est traditionnellement servi avec des neeps and tatties (purée de navets et purée de pommes de terre), et accompagné d'un dram (un verre de whisky écossais).
Il s'agit du plat principal du dîner de la Burns' Night, soirée du 25 janvier où est célébré le poète Robert Burns, et à l'occasion de laquelle est récité son poème Address to a Haggis (Ode à un haggis).
Le haggis a donné naissance à la légende du haggis sauvage, en réponse aux questions des voyageurs demandant quels ingrédients entraient dans sa composition. Créature fictive originaire des Highlands, le haggis sauvage est une espèce d'oiseau ressemblant à l'autruche qui a, selon les versions, soit trois pattes, dont deux longues et une courte, soit quatre pattes, deux longues d'un côté et les autres plus courtes, afin de pouvoir courir plus vite autour des montagnes, ce qui rappelle le dahu.

## Place de l'avoine

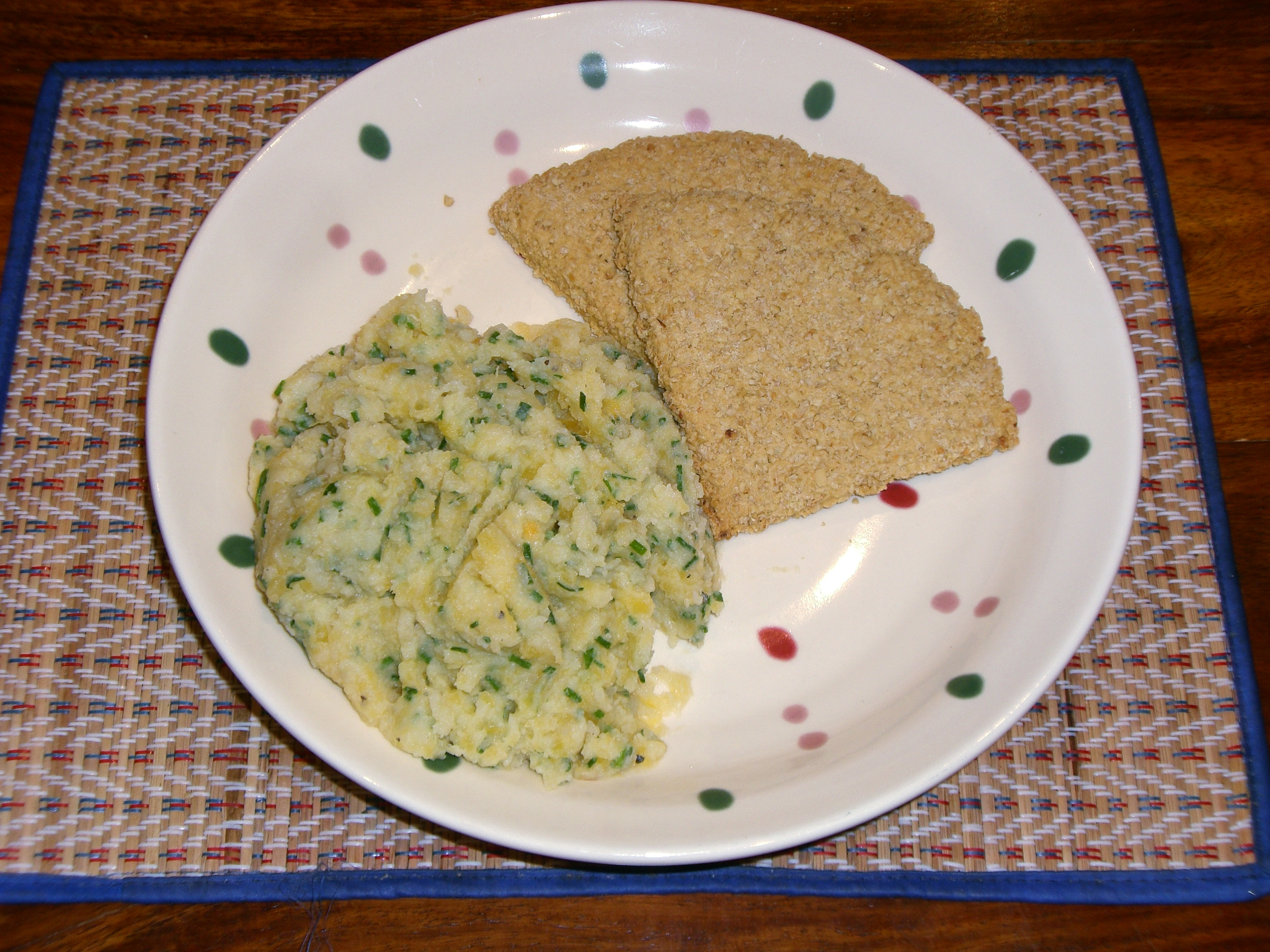
Deux oatcakes accompagnant du clapshot (purée de pommes de terre et de navets).

L'avoine, avec l'orge l'une des seules céréales cultivable sous le climat du nord de l'Écosse, a longtemps constitué la base de l'alimentation écossaise.
Les oatcakes sont des gâteaux secs, très plats, réalisés à partir de flocons d'avoine, traditionnellement en forme de quart de cercle. Ils sont considérés comme le pain traditionnel écossais. D'après le chroniqueur du XIVe siècle Jean Froissart, les soldats écossais emportaient dans leur paquetage de quoi en préparer :
« 
[…] chacun emporte entre la selle et le penniau une grande plate pierre, et trousse derrière lui une besace pleine de farine, en cette entente que quand ils ont tant mangé de chairs malcuites que leur estomac leur semble etre wit [vide] et affoibli, ils jettent cette pierre au feu et détrempent un peu de leur farine et d'eau ; et quand cette pierre est échauffée, ils jettent de cette claire pâte sur cette chaude pierre, et en font un petit tourtel, en manière d'une oublie de béguine, et le mangent pour réconforter leur estomac. Parquoi ce n'est point de merveille s'ils font plus grands journées que autres gens, quand tous sont à cheval hormis la ribaudaille, et si ne mènent point de charroi ni autres pourvéances [provisions], fors ce que vous avez ouï. »
— Jean Froissart, Chroniques (chap. XXXIV)
L'écrivain Samuel Johnson dit de l'avoine que c'est « une graine, qui en Angleterre est généralement donnée aux chevaux, mais qui en Écosse nourrit les gens ». Son biographe, James Boswell, rapporte que Lord Elibank aurait répondu à sir Walter Scott : « Oui, et à quel autre endroit du monde verrez-vous de tels chevaux et de tels hommes ? »
Le porridge est une bouillie de flocons d'avoine coupée à cuisson rapide, préparé dans du lait ou de l'eau. On le prépare avec une sorte de cuillère en bois appelée spurtle. Le porridge, salé ou sucré, fait partie intégrante du petit déjeuner écossais traditionnel.
L'avoine entre également dans la composition des bannocks, une sorte de gâteaux plats, ainsi que dans la préparation des farces, du boudin noir et du haggis.

## Whisky

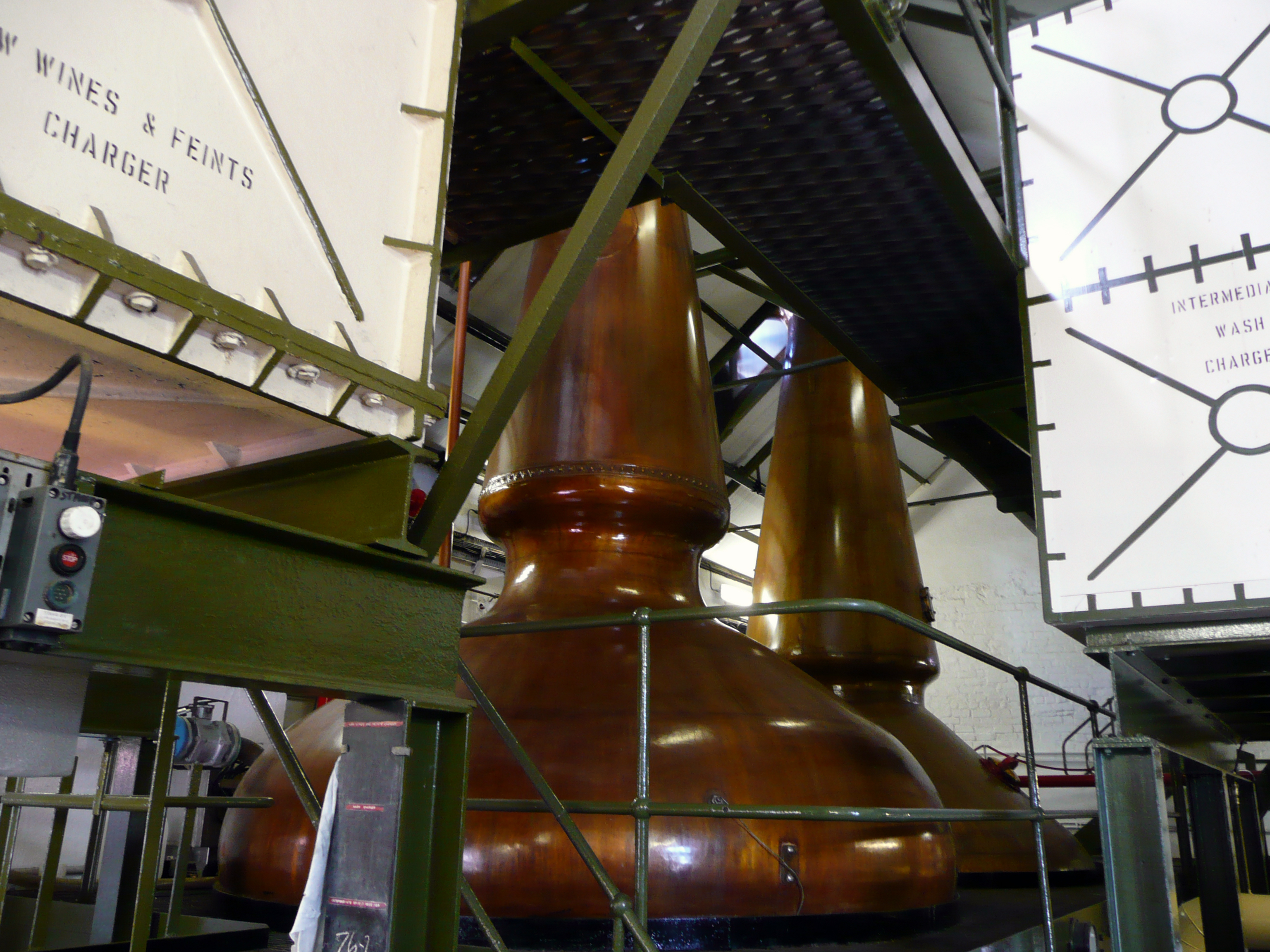
Deux des alambics de la distillerie Ardbeg.

Le scotch whisky est le nom couramment utilisé pour qualifier le whisky en provenance d'Écosse. Cette appellation est protégée par une loi de 1988, le Scotch Whisky Act, qui stipule que le scotch doit être distillé et vieilli en Écosse.
La première trace de whisky (uisge beatha, litt. « eau de vie » en gaélique écossais) en Écosse remonte à 1494. Il s'agit d'une note se référant à la production d’eau-de-vie dans un document officiel l'Exchequer's roll qui précise « 8 bolls of malt to Friar John Cor, by order of the King to make aqua vitae » témoignage d'une pratique déjà bien installée. On considère généralement que les moines de Dal Riada firent profiter les Écossais de leurs connaissances dans le domaine de la distillation lorsqu'ils vinrent évangéliser les Pictes de Calédonie.
Le Traité d'union qui rattache l'Écosse à l'Angleterre en 1707 impose l'homogénéisation des taxes entre les deux pays. C'est le coup d'envoi d'un essor de la contrebande et d'un affrontement entre les clandestins et les Excisemen chargés de collecter les taxes qui durera jusqu'au XIXe siècle. En 1713, l'instauration d'une taxe sur le malt provoque une révolte, affaiblit la consommation de bière locale (produite à base d'orge malté) et favorise la production domestique (non soumise à la taxe) de whisky. En 1781, afin d'enrayer le phénomène, la distillation domestique est interdite.
En 1784, le Wash Act cherche à simplifier le système de taxation afin de le rendre plus efficace. Les contrôles sur les distilleries officielles sont renforcés, la production est encouragée dans les Highlands par des taxes allégées sous réserve que la production ne soit pas exportée. De plus, une taille minimum des alambics est imposée. À l'approche de la révolution industrielle, la production clandestine s'intensifie encore dans les Highlands tandis que la qualité de ces whiskies est réputée supérieure à celle des Lowlands.
La distillation ne devient légale qu'avec l'Excise Act de 1823.
On distingue cinq grandes régions de production : la vallée de la Spey (Speyside), les Highlands, les Lowlands, les Hébrides et Campbeltown.

## Termes culinaires dérivés du français
À partir de la fin du Moyen Âge et de la constitution de l'Auld Alliance, les échanges entre l'Écosse et la France se sont développés, particulièrement durant le règne de Marie Stuart. À son retour en Écosse, la souveraine avait notamment ramené dans sa suite des cuisiniers français qui ont introduit des termes depuis passés dans le langage courant. On retrouve ainsi :
- ashet au lieu de plate, depuis « assiette » ;
- cannel au lieu de cinnamon, depuis « cannelle » ;
- collop au lieu de cutlet, depuis « escalope » ;
- gigot  (ˈdʒɪɡət), depuis « gigot » ;
- howtowdie, depuis « hétoudeau » (ancien français), un type de volaille[8].

## Plats typiques

### Céréales
- Brose
- Porridge
- Sowans
- Skirlie

### Soupes
- Cullen skink, soupe épaisse à base de haddock fumé, pomme de terre et oignons
- Baud bree
- Cock-a-leekie
- Game soup, ou soupe de gibier
- Hairst bree (ou hotch potch)
- Partan bree
- Powsowdie : une tête de mouton en bouillon ou en soupe
- Scotch broth

### Poissons et fruits de mer
- Arbroath smokies : type de haddock fumé, spécialité de la ville d'Arbroath, à Angus
- Cabbie claw, plat de morue en sauce (cabelew, autre nom du plat, dérivé du français, « cabillaud »)
- Crappit heid
- Cullen skink
- Eyemouth pales
- Finnan haddie
- Kippers
- Kedgeree
- Rollmops
- Saumon fumé
- Tatties and herring (pommes de terre et hareng)
- Fish and chips

### Viande, volaille, et gibier
- Ayrshire bacon
- Black pudding, red pudding et white pudding
- Boiled gigot, gigot bouilli de mouton ou d'agneau
- Forfar bridie
- Collops
- Haggis
- Howtowdie with Drappit eggs
- Kilmeny Kail
- Mince and tatties
- Mutton ham
- Pottit heid (brawn)
- Potted hough
- Bœuf Aberdeen Angus
- Cerf rôti
- Grouse
- Bécasse ou bécassine
- Fou de Bassan ou guga (gannet) dans les îles occidentales
- Scotch pie
- Lorne sausage ou saucisse carrée
- Stovies

### Légumes
- Clapshot
- Curly kail
- Rutabaga et pomme de terre
- Rumbledethumps : plat traditionnel des Scottish Borders à base de pomme de terre, de chou et d'oignons

### Fruits

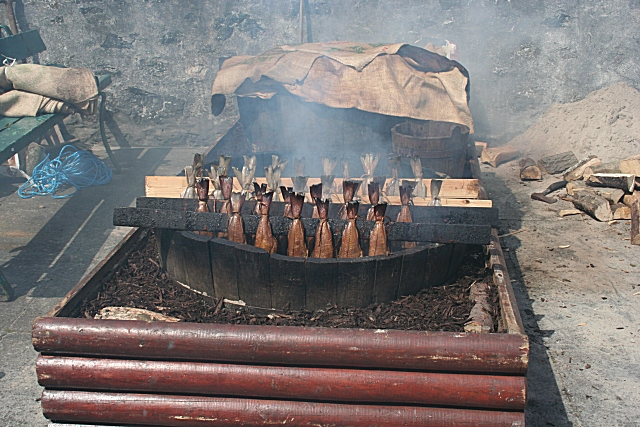
Arbroath smokies.

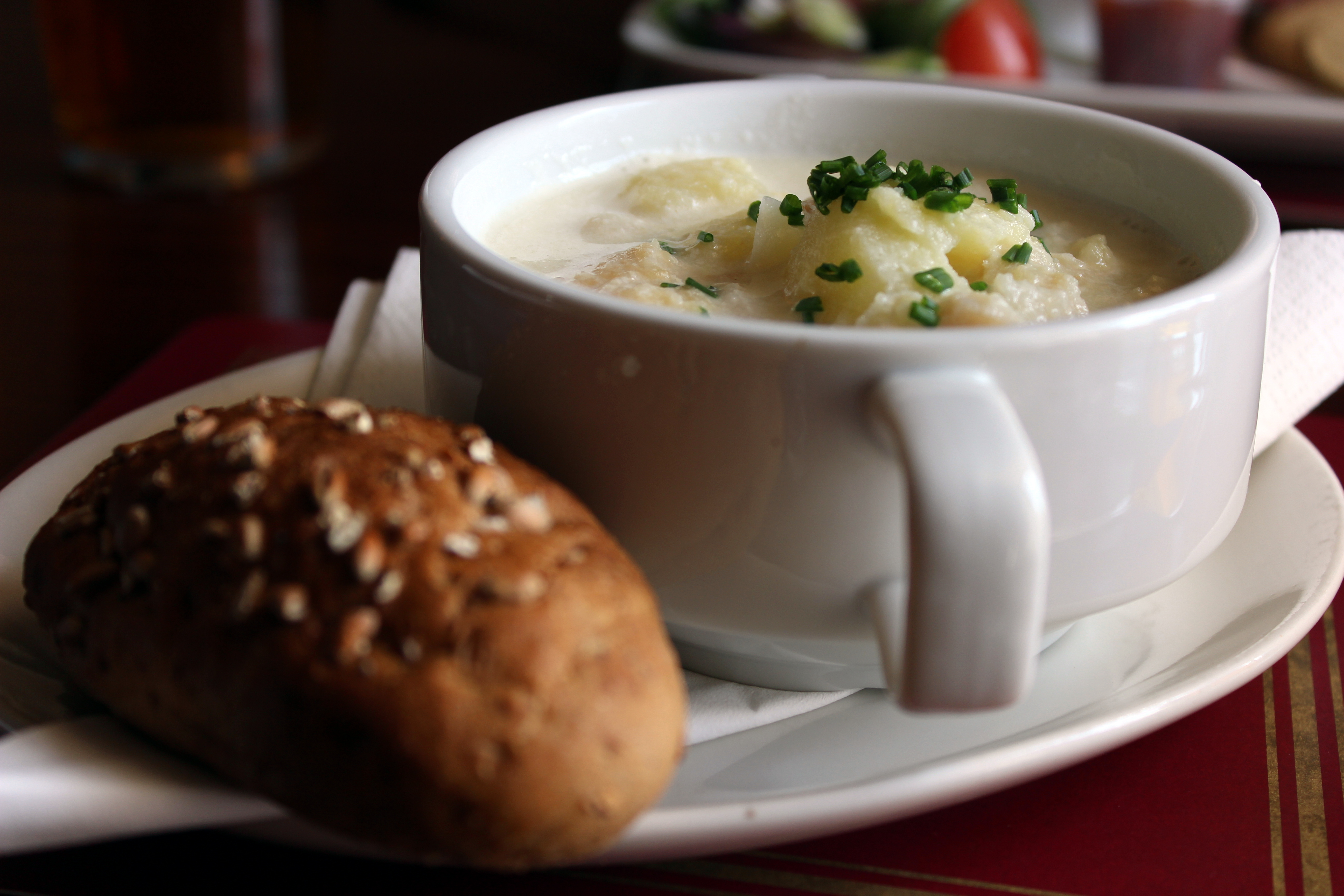
Cullen skink (à droite), servi avec du pain.

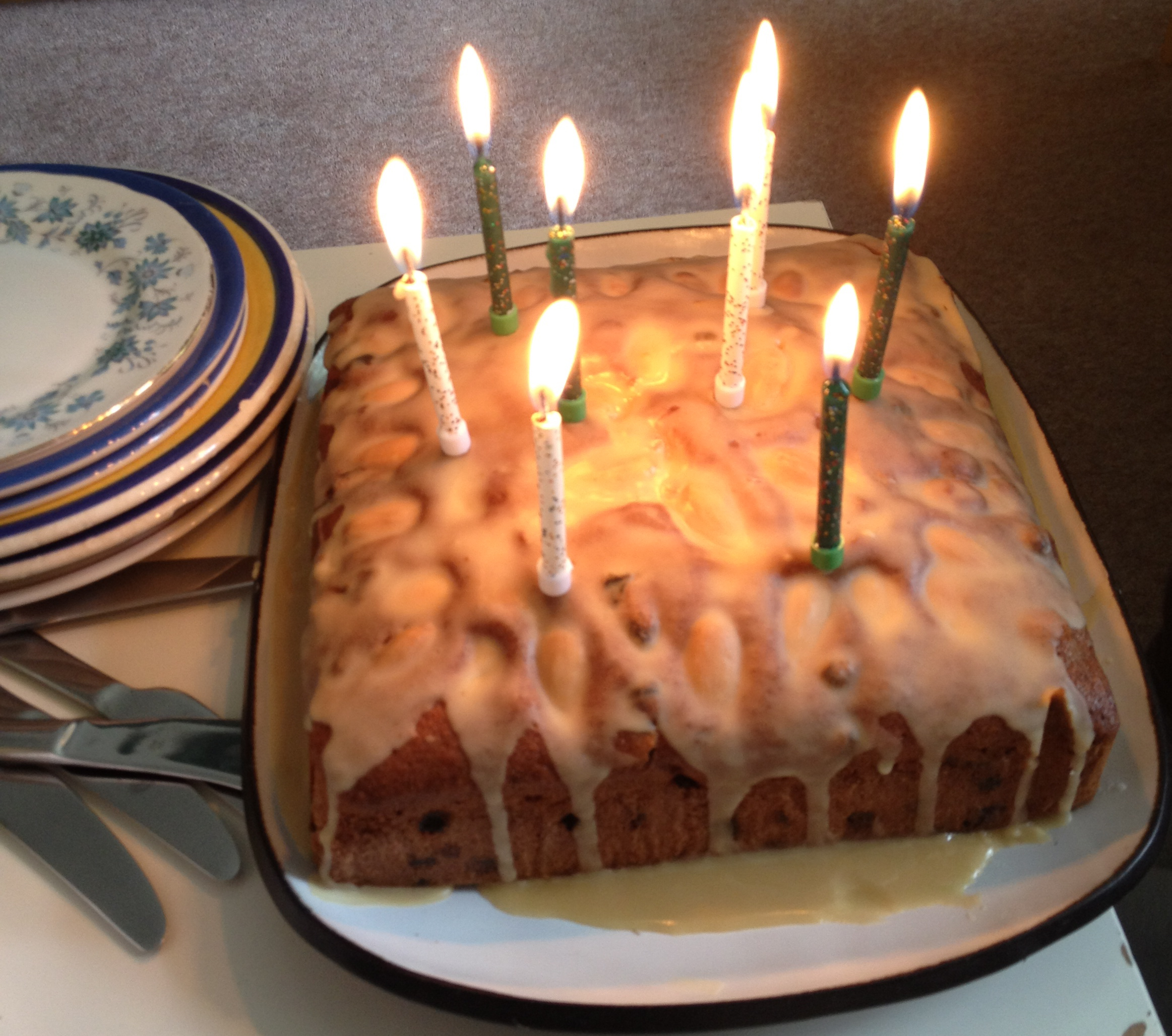
Dundee cake.

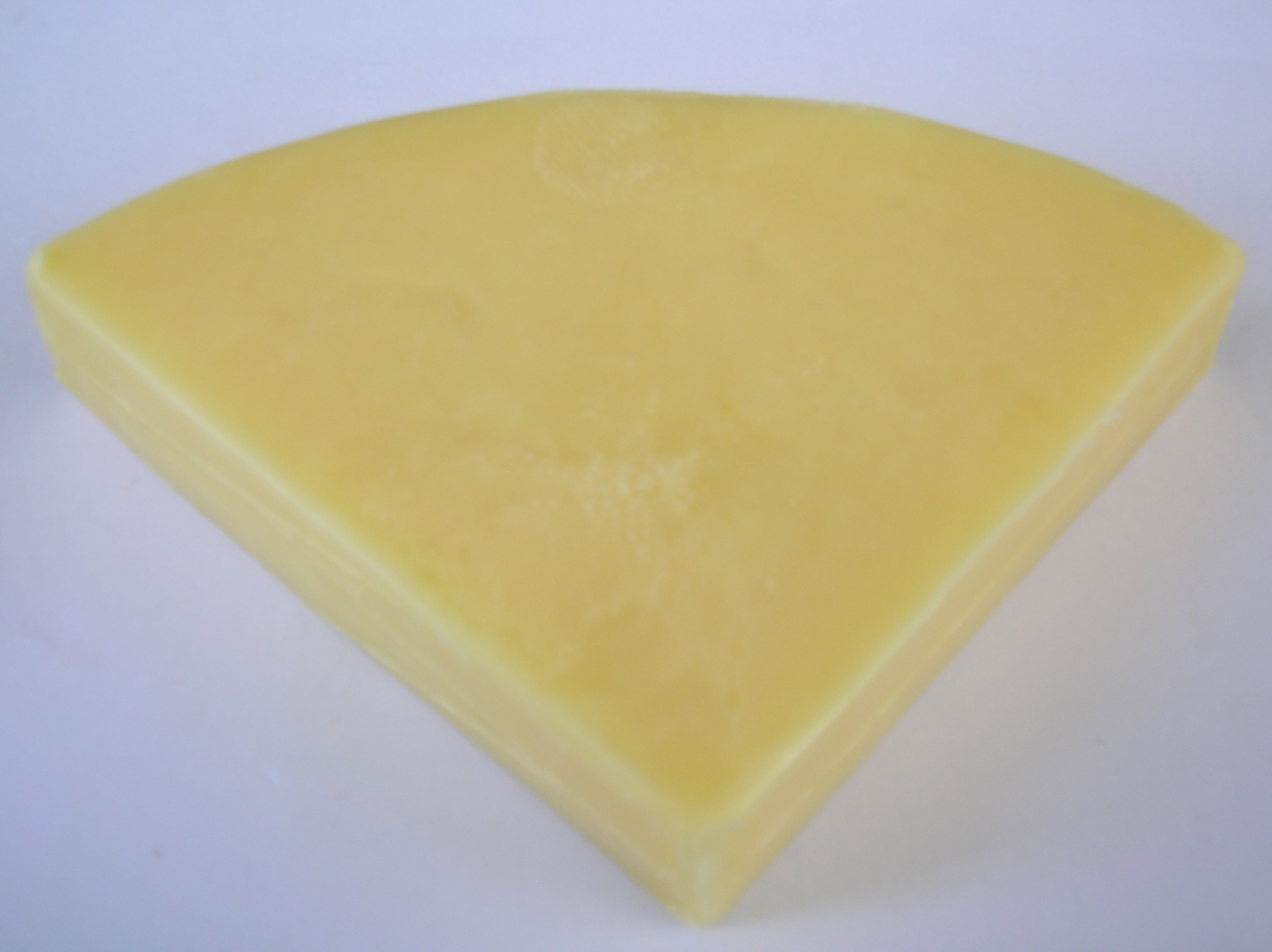
Dunlop.

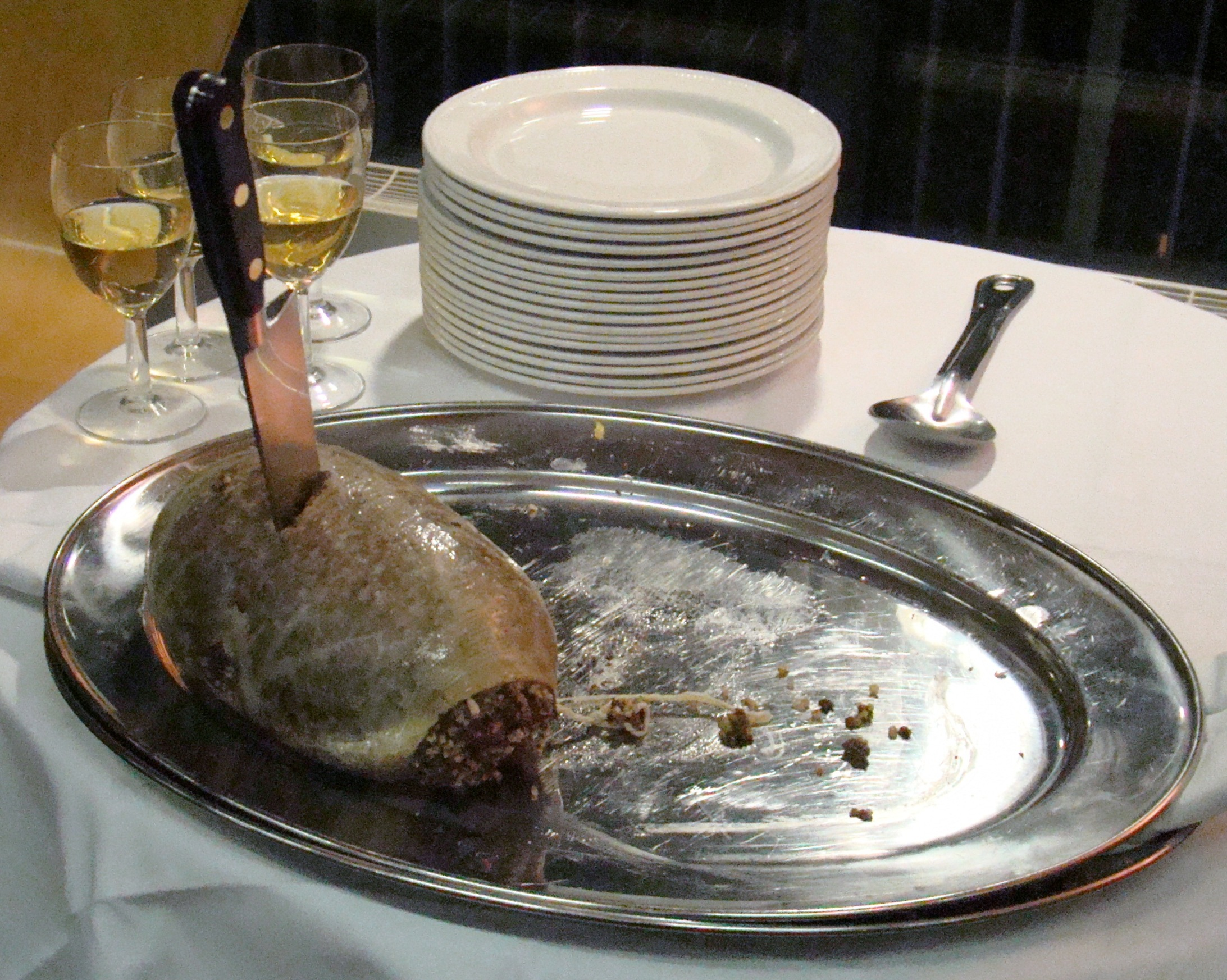
Haggis.

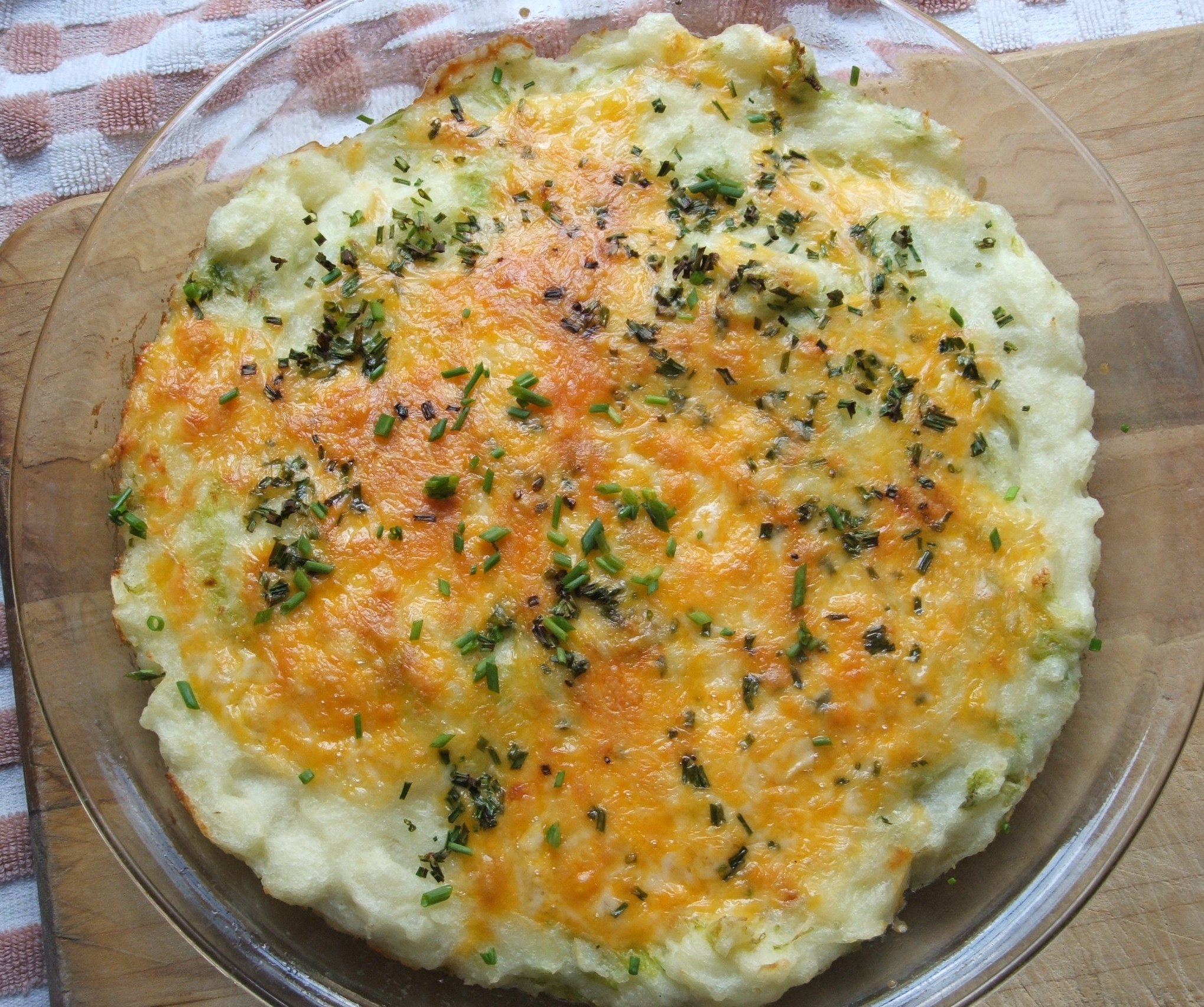
Rumbledethumps.

- Myrtilles et airelles
- Framboise
- Prune
- Fraise
- Tayberry

### Fromages et produits laitiers
- Bishop Kennedy
- Bonchester
- Caboc
- Carola
- Criffel
- Crowdie
- Dunlop : originaire de Dunlop dans l'East Ayrshire[9]
- Fromage d'Ayrshire
- Gigha
- Lanark Bleu
- Dunsyre Blue

### Puddings et desserts
- Apple frushie
- Blaeberry pie
- Carrageen moss
- Clootie dumpling
- Cranachan
- Hatted kit
- Marmalade pudding
- Stapag
- Tipsy laird

### Gâteaux et pains
- Abernethy biscuits
- Bannock
- Berwick cockles
- Black bun
- Butteries
- Caramel shortbread
- Mars frit
- Drop-scones
- Dundee cake : gâteau aux fruits[10],[11]
- Edinburgh rock
- Fatty cutties
- Festy cock
- Flies graveyard, littéralement cimetières de mouches
- Granny sookers
- Hawick balls
- Jethart snails
- Lucky tatties
- Moffat toffee
- Oatcake
- Pan drops, bonbons à la menthe
- Pan loaf
- Petticoat tails
- Puff candy
- Strippit baws
- Plain loaf
- Scones
- Scots crumpets
- Selkirk bannock, dont le Yetholm bannock
- Shortbread
- Soor plooms
- Tablet
- Scone de pommes de terre

### Confitures et gelées
- Dundee marmalade
- Gelée de Rowan, à base de baies de sorbier
- Miel de bruyère